# Hacıkebir, Çavdarhisar
Hacıkebir là một xã thuộc huyện Çavdarhisar, tỉnh Kütahya, Thổ Nhĩ Kỳ. Dân số thời điểm năm 2008 là 1.025 người.